# Terra Sirenum

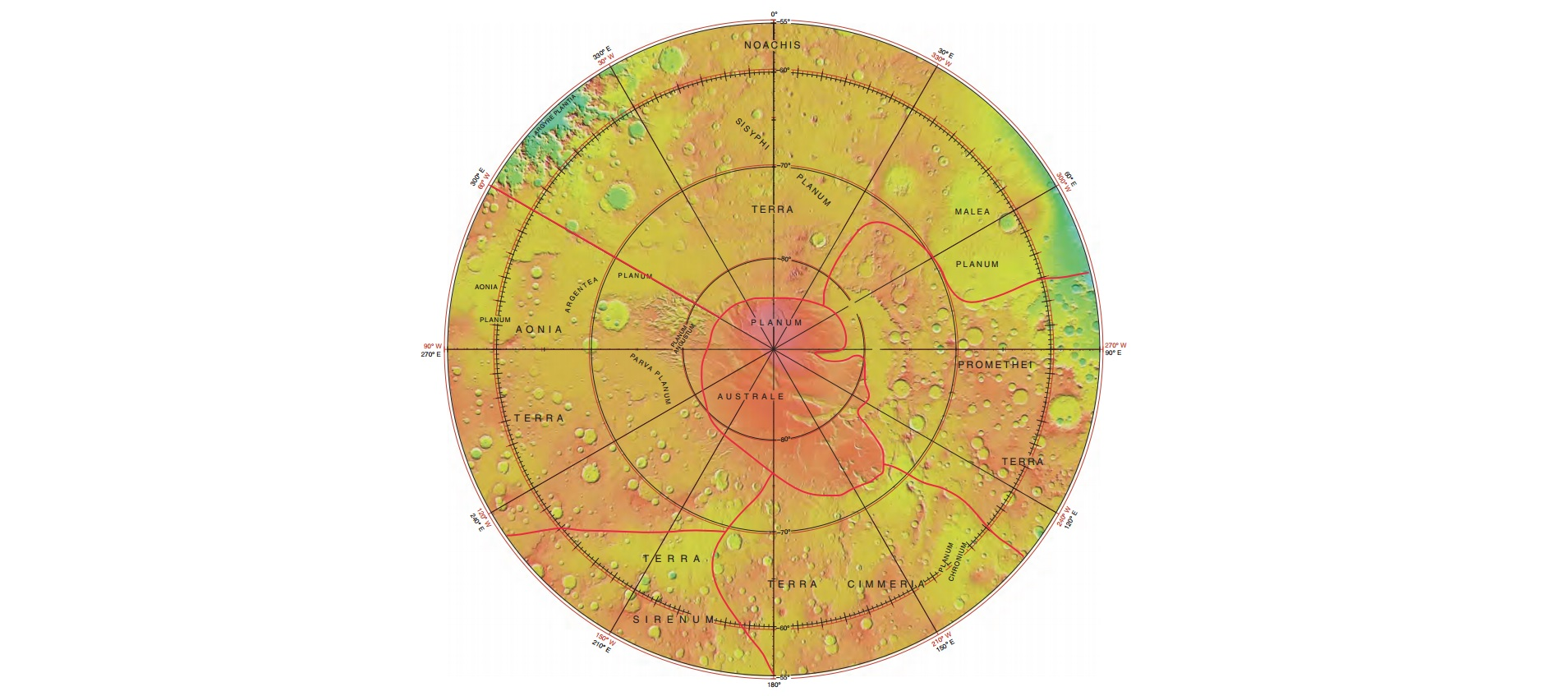
Mapa MOLA que muestra los límites de Terra Sirenum cerca del polo sur y otras regiones.

Terra Sirenum es una vasta región de la superficie marciana, localizada en el hemisferio meridional del planeta. Terra Sirenum está centrada en las coordenadas 39.49°S, 205.85°E y alcanza 3900 km en su extremo más largo. Terra Sirenum es una región notablemente montañosa, merced a sus múltiples cráteres, entre los que se incluye el cráter de Newton.
Terra Sirenum lleva el nombre de las sirenas, que eran peces o aves con cabeza de mujer. En la Odisea estas mujeres capturaban a los marineros y los mataban.